# Bālvāneh-ye Khāledīān
Bālvāneh-ye Khāledīān (persiska: بالوانِۀ خالِدی, بَليانِه, بالوانِه, بالوانه خالدیان, Bālvāneh-ye Khāledī) är en ort i Iran.   Den ligger i provinsen Kurdistan, i den nordvästra delen av landet, 400 km väster om huvudstaden Teheran. Bālvāneh-ye Khāledīān ligger 2 018 meter över havet och antalet invånare är 161.
Terrängen runt Bālvāneh-ye Khāledīān är kuperad söderut, men norrut är den platt. Terrängen runt Bālvāneh-ye Khāledīān sluttar norrut.Runt Bālvāneh-ye Khāledīān är det ganska tätbefolkat, med 72 invånare per kvadratkilometer. Närmaste större samhälle är Qorveh, 19,4 km öster om Bālvāneh-ye Khāledīān. Trakten runt Bālvāneh-ye Khāledīān består i huvudsak av gräsmarker.